# 霍巴赫巴赫河
50°49′28.7″N 7°21′41.8″E / 50.824639°N 7.361611°E
霍巴赫巴赫河（德語：Horbacher Bach），是德國的河流，位於該國西部，處於北萊茵-威斯特法倫州，屬於布勒爾河的右支流，河道全長4.8公里，流域面積4.8平方公里。